# Kaszubska Wieża Widokowa im. Jana Pawła II
Kaszubska Wieża Widokowa im. Jana Pawła II – wieża widokowa otwarta w 1987 roku na szczycie wzgórza Wieżyca w woj. pomorskim, w powiecie kartuskim, w gminie Stężyca.

## Historia
Wieżyca już w XIX wieku była miejscem często odwiedzanym przez turystów, głównie z powodu pięknych widoków. Na jej szczycie zbudowano drewniana wieżą triangulacyjną, która pełniła również rolę wieży widokowej. Ponieważ ruch turystyczny wzrastał, w 1889 roku na szczycie zbudowano murowana wieżę. Klucz do niej można było otrzymać za niewielką opłatą w gospodzie u podnóża wzgórza. Obok niej powstała druga wyższa drewniana wojskowa wieża, na którą wstęp był wzbroniony. Przed wybuchem I wojny światowej murowaną wieżę rozebrano, planując na jej miejscu zbudowanie wieży–pomnika Bismarcka. Miał mieć 24 metry i być symbolem niemieckiego panowania na Pomorzu. Przeszkodził temu wybuch I wojny światowej. Zniszczeniu uległa też wieża wojskowa.
Podczas XX–lecia międzywojennego leśnicy zbudowali na szczycie drewnianą wieżę. Kolejna stalowa na betonowym fundamencie wieża obserwacyjna została zbudowana przez Niemów podczas II wojny światowej, ale pod koniec wojny została wysadzona. Na jej gruzach po wojnie powstała wieża triangulacyjna używana jako punkt obserwacyjny do ostrzegania przed pożarami lasu. Przy dobrej pogodzie zapewniała ona widoczność od 15 do 20 kilometrów. Ochotnicy wspinali się po stromych i niezbyt bezpiecznych drabinach. Z czasem wieża zbutwiała, a w 1988 roku pod wpływem silnego wiatru runęła.
Projekt nowej wieży opracował Bogumił Bierawski. Dzięki wsparciu Urzędu Wojewódzkiego w Gdańsku, sąsiednich urzędów wsi i miast, nadleśnictwa i Uniwersytetu Ludowego w Wierzbnie udało się zdobyć środki na budowę. Przedsiębiorstwo Usług Budowlano-Montażowych z Gdańska ukończyło budowę w lipcu 1997 roku. Kaszubskiej Wieży Widokowej w wyniku konkursu 27 lipca 1998 roku nadano imię Jana Pawła II. Wstęp na wieżę jest płatny. Zimą wieża jest zamknięta. Wieża znajduje się na terenie rezerwatu „Szczyt Wieżyca”.

## Opis
Stalową konstrukcję wieży zbudowano na żelbetonowym fundamencie. Pomosty zostały wykonane z dębiny. Wieża ma 35 metrów. Największa platforma jest umieszczona ponad szczytami drzew. W 2018 roku gmina Stężyca podjęła decyzję o przeprowadzeniu remontu wieży. Jego koszt wyniósł około 100 tysięcy złotych.